# Cibitoke
Cibitoke este un oraș din Burundi. Este reședința regiunii omonime.